# Skala Aldreta
Skala Aldreta – skala używana w medycynie, kwalifikująca chorego po zabiegu chirurgicznym do przeniesienia go z sali budzeń na oddział zabiegowy. Polega na ocenie 5 kryteriów wykonywanej co 30 minut.
| Kryterium             | Pkt.  | Badanie |
| --------------------- | ----- | --- |
| Poruszanie kończynami | 2 1 0 | wszystkimi porusza dwiema nie porusza                                                                               |
| Oddech                | 2 1 0 | głęboki, wydolny kaszel duszność, oddech płytki bezdech                                                             |
| Krążenie              | 2 1 0 | RR ± 20 mm Hg od wartości wyjściowej RR ± 20-50 mm Hg od wartości wyjściowej RR < ± 50 mm Hg od wartości wyjściowej |
| Stan przytomności     | 2 1 0 | przytomny budzi się na polecenie bez reakcji                                                                        |
| Kolor skóry           | 2 1 0 | normalny blady, plamy, zażółcenie sinica                                                                            |

Jeżeli chory dwukrotnie, w odstępie nie dłuższym niż 30 minut został oceniony na co najmniej 9 punktów, nadaje się do wypisania z sali budzeń i przeniesienia na salę na oddziale zabiegowym. W tym czasie kończy się pooperacyjna opieka anestezjologiczna nad pacjentem.